# Operação Barracuda
A Operação Barracuda (em francês:  Opération Barracuda) foi uma operação militar das Forças Armadas da França com o objetivo de apoiar o presidente David Dacko recém-instalado no poder na República Centro-Africana após a Operação Caban de 21 de setembro de 1979, um golpe de Estado no qual Bokassa foi deposto.
A Operação Barracuda foi liderada pelo coronel Bernard Degenne, baseado em Jamena, capital do Chade, que enviou o codinome "Barracudas" para quatro helicópteros Puma e quatro aviões de transporte militar Transall, transportando elementos do 8.º Regimento de Paraquedistas da Infantaria da Marinha, a Bangui. Ao meio dia, uma companhia do 3.º Regimento de Paraquedistas da Infantaria da Marinha de Libreville, Gabão, seria implantada por sua vez na capital centro-africana.. 
O nome Barracuda foi dado rapidamente aos soldados franceses que participaram da operação.
Até novembro de 1979, a Operação Barracuda tem como objetivo proteger os cidadãos franceses e o novo governo além de apoiar as Forças Armadas da República Centro-Africana (em francês:  Forces armées centrafricaines, FACA) em suas missões de manutenção da ordem. Em seguida, procura reconstruir e instruir as Forças Armadas da República Centro-Africana para que possam garantir a estabilidade do país. A Operação Barracuda termina em junho de 1981, sendo substituída pelos «eléments français d'assistances opérationnelle» (EFAO), que estarão presentes na República Centro-Africana até 1998.